# Хэцзин
Хэцзи́н (уйг. خېجىڭ ناھىيىسى‎, Hecing Nahiyisi, кит. упр. 和静县, пиньинь Héjìng xiàn) — уезд в Баян-Гол-Монгольском автономном округе КНР.

## История
В апреле 1939 года здесь был образован уезд Хэтун (和通县). В сентябре того же года он был переименован в уезд Хэцзин (和靖县). 12 апреля 1950 года был создан Специальный район Яньци (焉耆专区), и уезд вошёл в его состав. 23 июня 1954 года он был расформирован, а уезд вошёл в состав новообразованного Баян-Гол-Монгольского автономного округа. 3 ноября 1965 года написание названия уезда было изменено на «和静县».

## Административное деление
Уезд Хэцзин делится на 7 посёлков и 5 волостей.

## География
Площадь — 34,9 тыс. км². Граничит с городскими округами Урумчи на севере (протяжённость границы — 190 км) и Корла на юге (протяжённость границы — 80 км).

## Население
По состоянию на 2010 год население уезда составляет около 190.000 человек. Здесь проживают 29 различных этносов, среди них китайцы, уйгуры, монголы и хуэйцы.

## Транспорт
Южно-Синьцзянская железная дорога